# West Easton
West Easton é um distrito localizado no estado norte-americano de Pensilvânia, no Condado de Northampton.

## Demografia
Segundo o censo norte-americano de 2000, a sua população era de 1152 habitantes. 
Em 2006, foi estimada uma população de 1165, um aumento de 13 (1.1%).

## Geografia
De acordo com o United States Census Bureau tem uma área de 
0,9 km², dos quais 0,8 km² cobertos por terra e 0,1 km² cobertos por água.

## Localidades na vizinhança
O diagrama seguinte representa as localidades num raio de 4 km ao redor de West Easton. 